# Kuggebro
Kuggebro är ett bostadsområde i Uppsala beläget i stadsdelen Nåntuna-Vilan i Danmarks distrikt (Danmarks socken). För bebyggelsen har SCB avgränsat en småort namnsatt till Sundby. 
Kuggebro ligger lantligt, omgivet av stora fält i nord, öst och väst. Österut begränsas området av järnvägen mellan Uppsala och Stockholm, västerut av länsväg 255, söderut av Sävjaån. Omgivande stadsdelar är Vilan, Sävja och Bergsbrunna i söder samt Kungsängen i nordväst. De flesta villorna i området byggdes innan 1990, men viss nybyggnad skedde vid decennieskiftet 1980/90.
Kuggebro omfattade historiskt enbart några byggnader söder om Sävjaån. Sundby, som historiskt sett omfattade delen norr om Sävjaån, är det namn som används av SCB som från år 2000 bara omfattar bebyggelsen norr om ån. Sundby ses av Uppsala kommun som varande en del av stadsdelen Kuggebro.